# Dan Republike Srpske
Dan Republike Srpske je praznik koji se održava 9. siječnja u Republici Srpskoj.Obilježava dan kada je skupština srpskoga naroda u Bosni i Hercegovini 9. siječnja 1992. godine donijela „Deklaraciju o proglašenju Republike Srpskog naroda Bosne i Hercegovine", koja je obuhvaćala Srpske autonomne oblasti, odnosno područja s većinskim Srpskim stanovništvom na području tadašnje Socijalističke Republike Bosne i Hercegovine. Kao današnji entitet Bosne i Hercegovine stvoren Daytonskim sporazumom, Republika Srpska smatra se njenom nasljednicom. Na ovaj datum u entitetu ne rade javne institucije, a i privatna poduzeća u opsegu koji je ostavljen lokalnima, odnosno općinskima vlastima. Predsjednik Republike Srpske na taj dan organizira primanja i dijeli priznanja građanima, a također se polažu vijenci i održavaju komemorativne ceremonije za pripadnike Vojske Republike Srpske (VRS) poginule u ratu.
Ustavni sud Bosne i Hercegovine dva puta je datum proglasio neustavnim. Prvoga puta, 26. studenoga 2015., sud je utvrdio da je 9. siječnja neustavan kao Dan Republike Srpske ocijenivši neustavnim dio Zakona o praznicima Republike Srpske te zatraživši od Narodne skupštine Republike Srpske (NSRS) da izmijeni sporne odredbe. Komisije za provođenje referenduma 25. rujna naredne godine provela je referendum o 9. siječnju usprkos zabrani Ustavnog suda, koji je kasnije poništio njegove rezultate. Potom je NSRS iz Zakona o praznicima izbacila Zakon o Danu Republike Srpske i usvojila ga kao zaseban sekularni praznik. Nakon što su predstavnici Bošnjaka i Hrvata u Vijeću naroda Republike Srpske podnijeli zahtjev o ocjeni ustavnosti, Ustavni sud Bosne i Hercegovine po drugi put je 9. siječnja proglasio neustavnim, ovoga puta poništivši dio člana Zakona o Danu Republike Srpske koji glasi „na osnovu potvrđene volje građana Republike Srpske, 9. januar se utvrđuje kao Dan Republike Srpske". Usprkos ovim odlukama, vlasti Republike Srpske još uvijek održavaju 9. siječnja kao praznik.